# Besani (Blado)
Besani is een bestuurslaag in het regentschap Batang van de provincie Midden-Java, Indonesië. Besani telt 2698 inwoners (volkstelling 2010).